# Бициклизам на Летњим олимпијским играма 2008.
Бициклистичка такмичења у Пекингу на Олимпијским играма 2008. одржана су од 9. до 23. августа.
На такмичењу су доминирали такмичари Уједињеног Краљевства који су освојили укупно 14 медаља, од којих је било 8 златних.

## Дисциплине
На програму је било 18 такмичења у четири бициклистичке дисциплине: друмски бициклизам (4), брдски бициклизам (2), BMX бициклизам (2) и велодромски бициклизам (10 ) такмичења.

### Друмски бициклизам
- Друмска трка за мушкарце — 239 км.
- Хрнометар за мушкарце — 46,8 км.
- Друмска трка за жене — 126,4 км.
- Хронометар за жене — 31,2 км.

### Брдски бициклизам
- Крос контри мушкарце
- Крос контри жене

### BMX бициклизам
- BMX мушкарци
- BMX жене

### Велодромски бициклизам
- Кеирин мушкарци
- Медисон 50 км мушкарци
- Бодовна трка 40 км мушкарци
- Дохватна вожња 4000 м појединачно мушкарци
- Дохватна вожња 4000 м екипно мушкарци
- Спринт појединачно мушкарци
- Спринт екипно мушкарци
- Бодовна трка 25 км жене
- Дохватна вожња 3000 м жене
- Спринт жене

## Резултати

### Друмски бициклизам
| Дисциплина                      | Злато                                | Злато    | Сребро                      | Сребро          | Бронза                              | Бронза          |
| Друмска трка за мушкарце детаљи | Самуел Санчез · Шпанија              | 6:23:49  | Давиде Ребелин · Италија    | време победника | Фабијан Канчелара · Швајцарска      | време победника |
| Хронометар за мушкарце детаљи   | Фабијан Канчелара · Швајцарска       | 1:02:11  | Густав Ларсон · Шведска     | 1:02:44         | Ливај Лајпхајмер · Сједињене Државе | 1:03:21         |
| Друмска трка за жене детаљи     | Никол Кук · Велика Британија         | 3:32:24  | Ема Јохансон · Шведска      | време победника | Татијана Гудерцо · Италија          | време победника |
| Хронометар за жене детаљи       | Кристин Армстронг · Сједињене Државе | 34:51,72 | Ема Пули · Велика Британија | 35:16,01        | Карин Тириг · Швајцарска            | 35:50,99        |

### Брдски бициклизам
| Дисциплина                     | Злато                       | Злато   | Сребро                       | Сребро  | Бронза                     | Бронза  |
| Крос контри за мушкарце детаљи | Жилијен Абсалон · Француска | 1:55:59 | Жан-Кристоф Перо · Француска | 1:57:06 | Нино Шуртер · Швајцарска   | 1:57:52 |
| Крос контри за жене детаљи     | Сабина Шпиц · Немачка       | 1:45:11 | Маја Влошчовска · Пољска     | 1:45:52 | Ирина Калентијева · Русија | 1:46:26 |

### BMX бициклизам
| Дисциплина             | Злато                        | Злато  | Сребро                          | Сребро | Бронза                           | Бронза |
| БМХ мушка трка Детаљи  | Марис Штромбергс · Летонија  | 36,170 | Мајк Деј · Сједињене Државе     | 36,606 | Дони Робинсон · Сједињене Државе | 36:972 |
| БМХ женска трка детаљи | Ан-Каролин Шосон · Француска | 35,976 | Летисија Ле Коргије · Француска | 38,042 | Џил Кинтнер · Сједињене Државе   | 38:674 |

### Велодромски бициклизам
| Дисциплина                     | Злато                                                                        | Злато       | Сребро | Сребро   | Бронза                                                                              | Бронза   |
| Дохватна вожња мушкарци        | Бредли Вигинс · Уједињено Краљевство                                         | 4:16,977    | Хејден Роулстон · Нови Зеланд                                                                                | 4:19,611 | Стивен Берк · Уједињено Краљевство                                                  | 4:20,947 |
| Дохватна вожња жене            | Ребека Ромеро · Уједињено Краљевство                                         | 3:28,321    | Венди Хувенагел · Уједињено Краљевство                                                                       | 3:30,395 | Лесја Калитовска · Украјина                                                         | 3:31,413 |
| Дохватна вожња мушкарци екипно | Уједињено Краљевство · Ед Кленси · Пол Менинг · Герент Томас · Бредли Вигинс | 3:53,314 СР | Данска · Алекс Ники Расмусен · Михаел Меркев · Каспер Јергенсен · Јенс-Ерик Мадсен · Михаел Ферк Кристенсен* | 4:00,040 | Нови Зеланд · Сем Бјули · Џеси Серџент · Хејден Роулстон · Марк Рајан · Вестли Гоф* | 3:57,776 |
| Спринт мушкарци појединачно    | Крис Хој · Уједињено Краљевство                                              | 9,815 ОР    | Џејсон Кени · Уједињено Краљевство                                                                           | 9,857    | Микаел Бурген · Француска                                                           | 10,064   |
| Спринт жене појединачно        | Викторија Пендлтон · Уједињено Краљевство                                    | 10,963 ОР   | Ана Мирс · Аустралија                                                                                        | 11,106   | Гуо Шуенг · Кина                                                                    | 11,140   |
| Спринт мушкарци екипно         | Уједињено Краљевство · Џејми Стаф · Џејсон Кени · Крис Хој                   | 42,950 СР   | Француска · Грегори Боже · Кевин Сиро · Арно Турнан                                                          | 43,541   | Немачка · Рене Ендерс · Максимилијан Леви · Штефан Нимке                            | 44,197   |
| Бодовна трка мушкарци          | Ђоан Љанерас · Шпанија                                                       | 60          | Роџер Клуге · Немачка                                                                                        | 58       | Крис Њутн · Уједињено Краљевство                                                    | 56       |
| Бодовна трка жене              | Маријане Вос · Холандија                                                     | 30          | Јоанка Гонзалез · Куба                                                                                       | 18       | Лејре Олаберија · Шпанија                                                           | 13       |
| Кеирин мушкатрци               | Крис Хој · Уједињено Краљевство                                              |             | Рос Едгар · Уједињено Краљевство                                                                             |          | Кијофуми Нагај · Јапан                                                              |          |
| Медисон мушкарци               | Аргентина · Хуан Естебан Курушет · Валтер Фернандо Перез                     |             | Шпанија · Ђоан Љанерас · Антонио Таулер                                                                      |          | Русија · Михаил Игнатјев · Алексеј Марков                                           |          |

- = Учествовао у квалификационој трци.

### Биланс медаља
| Ранг        | Држава           | Злато | Сребро | Бронза | Укупно |
| 1           | Велика Британија | 8     | 4      | 2      | 14     |
| 2           | Француска        | 2     | 3      | 1      | 6      |
| 3           | Шпанија          | 2     | 1      | 1      | 4      |
| 4           | Сједињене Државе | 1     | 1      | 3      | 5      |
| 5           | Немачка          | 1     | 1      | 1      | 3      |
| 6           | Швајцарска       | 1     | 0      | 3      | 4      |
| 7           | Аргентина        | 1     | 0      | 0      | 1      |
| 8           | Летонија         | 1     | 0      | 0      | 1      |
| 9           | Холандија        | 1     | 0      | 0      | 1      |
| 10          | Шведска          | 0     | 2      | 0      | 2      |
| 11          | Италија          | 0     | 1      | 1      | 2      |
| 12          | Нови Зеланд      | 0     | 1      | 1      | 2      |
| 13          | Аустралија       | 0     | 1      | 0      | 1      |
| 14          | Куба             | 0     | 1      | 0      | 1      |
| 15          | Данска           | 0     | 1      | 0      | 1      |
| 16          | Пољска           | 0     | 1      | 0      | 1      |
| 17          | Русија           | 0     | 0      | 2      | 2      |
| 18          | Кина             | 0     | 0      | 1      | 1      |
| 19          | Јапан            | 0     | 0      | 1      | 1      |
| 20          | Украјина         | 0     | 0      | 1      | 1      |
| Укупно (20) | Укупно (20)      | 18    | 18     | 18     | 54     |

1. ↑  name="BBC Cycling">„How GB cycling went from tragic to magic”. BBC. 14. 8. 2008. Приступљено 7. 5. 2009.
2. ↑  „How Team GB's weekend of glory happened”. Metro. 17. 8. 2009. Приступљено 7. 5. 2009.